# ستيفاني ليونيداس
ستيفاني ليونيداس (بالإنجليزية: Stephanie Leonidas)‏ (14 فبراير 1984) ممثلة إنجليزية اشتهرت بظهورها في أعمال سينمائية وتلفزيوينة منها أفلام قناع مرآة و مسلسل يسوع عام 2013.

## نشأتها
ولدت في لندن والدها هو من أصل القبرصي اليوناني والدتها الويلزية والإنجليزية النسب وشقيقتها الصغرى ممثلة جورجينا ليونيداس بدات حياتة في ست مبكرة بمسرح المجتمع وبدأ العمل في التلفزيون عمرها تسع سنوات عرفت كثيرة ظهورها التلفزيون.

## روابط خارجية
- ستيفاني ليونيداس على موقع IMDb (الإنجليزية)
- ستيفاني ليونيداس على موقع ألو سيني (الفرنسية)
- ستيفاني ليونيداس على موقع ميوزك برينز (الإنجليزية)
- ستيفاني ليونيداس على موقع أول موفي (الإنجليزية)
- ستيفاني ليونيداس على موقع قاعدة بيانات الأفلام السويدية (السويدية)
- ستيفاني ليونيداس على موقع قاعدة بيانات الفيلم (الإنجليزية)
- ستيفاني ليونيداس على موقع كينوبويسك (الروسية)
- StephLeonidasعلى تويتر.
- Stephanie Leonidas Interview at www.sci-fi-online.com